# Geophis tectus
Geophis tectus is een slang uit de familie toornslangachtigen (Colubridae) en de onderfamilie Dipsadinae.

## Naam en indeling
De wetenschappelijke naam van de soort werd voor het eerst voorgesteld door Jay Mathers Savage en James I. Watling in 2008.

## Verspreiding en habitat
De slang komt voor in delen van Midden-Amerika en leeft endemisch in Panama. De habitat bestaat uit vochtige tropische en subtropische bossen, zowel in bergstreken als in laaglanden. Geophis tectus leeft in de regenwouden aan zowel de Pacifische als de Caribische zijde van de Cordillera de Talamanca en de Serranía de Tabasará van 40 meter boven zeeniveau tot 1.700 meter hoogte. Het verspreidingsgebied loopt van Almirante tot aan Chiriquí Grande aan de Caribische zijde van de bergketens en aan de Pacifische zijde komt Geophis tectus voor in de regio van Boquete en Cerro Horqueta met een geïsoleerde populatie bij El Copé nabij Nationaal Park Omar Torrijos.

## Uiterlijke kenmerken
Geophis tectus heeft een lichaamslengte tot 31 centimeter met een circa 7,5 cm lange staart.

## Levenswijze
Geophis tectus heeft een deels gravende leefwijze. De vrouwtjes zetten eieren af.

## Beschermingsstatus
Door de internationale natuurbeschermingsorganisatie IUCN is de beschermingsstatus 'veilig' toegewezen (Least Concern of LC).